# بدهکاران (فیلم ۱۹۹۹)
بدهکاران (به انگلیسی: The Debtors) فیلمی محصول سال ۱۹۹۹ و به کارگردانی رندی کواید است. در این فیلم بازیگرانی همچون مایکل کین، رندی کواید، اسکات ویلسون، اودو کی‌یر و کاترین مک‌کورمک ایفای نقش کرده‌اند.